# زبان کندل‌شاهی
زبان کندل‌شاهی (Kunḍal Šahī) یک زبان هندوآریایی است که توسط حدود ۷۰۰ نفر در روستای کندل شاهی در درهٔ نیلم در کشمیر آزاد پاکستان بدان صحبت می‌شود.  این زبان در خطر انقراض است و گویشوران آن در حال استفاده از زبان هندکو هستند. 

## آواشناسی
جداول زیر واج شناسی کندل‌شاهی را نشان می دهد. 

### حروف صدادار
کندل‌شاهی  در میان زبان های داردی غیر معمول است زیرا دارای واکه‌های گرد پیشین است. 
|               | واکه پیشین | واکه پیشین | واکه مرکزی | واکه پسین |
| unrounded     | rounded    | unrounded  | rounded    |           |
| ------------- | ---------- | ---------- | ---------- | --------- |
| واکه بسته     | i iː       | y yː       |            | u uː      |
| واکه ‌نیمه‌بسته | e eː       | øː         | ə          | o oː      |
| واکه ‌نیمه‌باز  | ɛ ɛː       |            | ʌ          | ɔ ɔː      |
| واکه باز      |            |            | a aː       |           |

### صامت‌ها
مانند کشمیری، کندل‌شاهی نیز در میان زبان‌های داردی غیرمعمول است، زیرا فاقد اصطکاک‌ها و همخوان‌های برگشته است. 
‌
|                          |               | همخوان لبی | همخوان لثوی | همخوان برگشته | همخوان کامی | همخوان نرم‌کامی | همخوان چاکنایی |
| ------------------------ | ------------- | ---------- | ----------- | ------------- | ----------- | -------------- | -------------- |
| همخوان خیشومی            | همخوان خیشومی | m          | n           | ɳ             |             | ( ŋ )          |                |
| همخوان انفجاری / انسایشی | بی واک        | p          | t           | ʈ             | tʃ          | k              |                |
| همخوان انفجاری / انسایشی | دمشی          | pʰ         | tʰ          | ʈʰ            | tʃʰ         | kʰ             |                |
| همخوان انفجاری / انسایشی | واک           | b          | d           | ɖ             | dʒ          | ɡ              |                |
| همخوان سایشی             | بی‌واکی        | f          | s           |               | ʃ           | x              | h              |
| همخوان سایشی             | واک           |            | z           |               |             |                |                |
| همخوان کناری             | همخوان کناری  |            | l           |               |             |                |                |
| همخوان زنشی              | همخوان زنشی   |            | ɾ           | ɽ             |             |                |                |
| همخوان ناسوده            | همخوان ناسوده |            |             |               | j           | w              |                |

### لحن
کندل‌شاهی، مانند بسیاری از زبان‌های داردی، یا لحن واجی دارد، یا مانند کندل‌شاهی، زیر و بمی تندی دارد.  کلمات ممکن است فقط یک مورا هجا داشته باشند که با صدای بلند همراه است. موراهای باقی مانده دارای گام پیش فرض یا کم هستند. 

## آسیب‌پذیری
کندل‌شاهی با کمتر از ۵۰۰ سخنور که اکثر آنها بالای ۴۰ سال سن دارند، به شدت در معرض خطر است. 